# Masayuki Omori
Masayuki Omori (født 9. november 1976) er en tidligere japansk fodboldspiller.
Han har spillet for flere forskellige klubber i sin karriere, herunder Nagoya Grampus.